# Euproctis ochrocerca
Euproctis ochrocerca är en fjärilsart som beskrevs av Collenette 1932. Euproctis ochrocerca ingår i släktet Euproctis och familjen tofsspinnare. Inga underarter finns listade i Catalogue of Life.